# CTV Sci-Fi Channel
CTV Sci-Fi Channel é um canal de televisão canadense, que faz parte da Bell Media. Dispõe de ficção científica, fantasia, terror, e programação paranormal incluindo a série original, filmes, documentários e muito mais.